# Octave Chanute

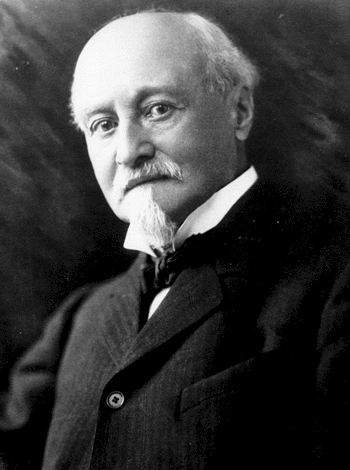
Octave Chanute

Octave Chanute, eigentlich Octave Alexandre Chanut (* 18. Februar 1832 in Paris; † 23. November 1910 in Chicago, Illinois), war ein US-amerikanischer Eisenbahningenieur und Luftfahrtpionier.

## Leben
Chanute war der Sohn von Joseph Chanut und dessen Ehefrau Elise de Bonnaire. 1838 emigrierte er mit seinem Vater in die USA und ließ sich in New York nieder. Anlässlich der Verleihung der US-amerikanischen Staatsbürgerschaft 1854 ließ Chanute offiziell seinen Namen in Octave Chanute ändern. Im Jahr 1857 heiratete er Annie Riddel James. Octave Chanute starb im Alter von 78 Jahren am 23. November 1910 in Chicago.

## Bauingenieur
Octave Chanute begann 1848 seine Ausbildung als Bauingenieur. Während seiner Tätigkeit als Ingenieur entwarf und baute er mit den Union Stock Yards in Chicago (1865) und den Kansas City Stockyards (1871) zwei der größten Viehhöfe der USA. 1869 entwarf und baute er mit der Hannibal Bridge die erste Brücke, die den Missouri in Kansas City überquerte. Er entwarf viele weitere Eisenbahnbrücken, einschließlich der Eisenbahnbrücke über den Illinois River bei Chillicothe, der Genesee River Gorge Eisenbahnbrücke in der Nähe von Portageville, der Sibley Railroad Bridge über den Missouri, der Fort Madison Bridge über den Mississippi in Iowa und der Kinzua Bridge in Pennsylvania.

## Flugtechniker

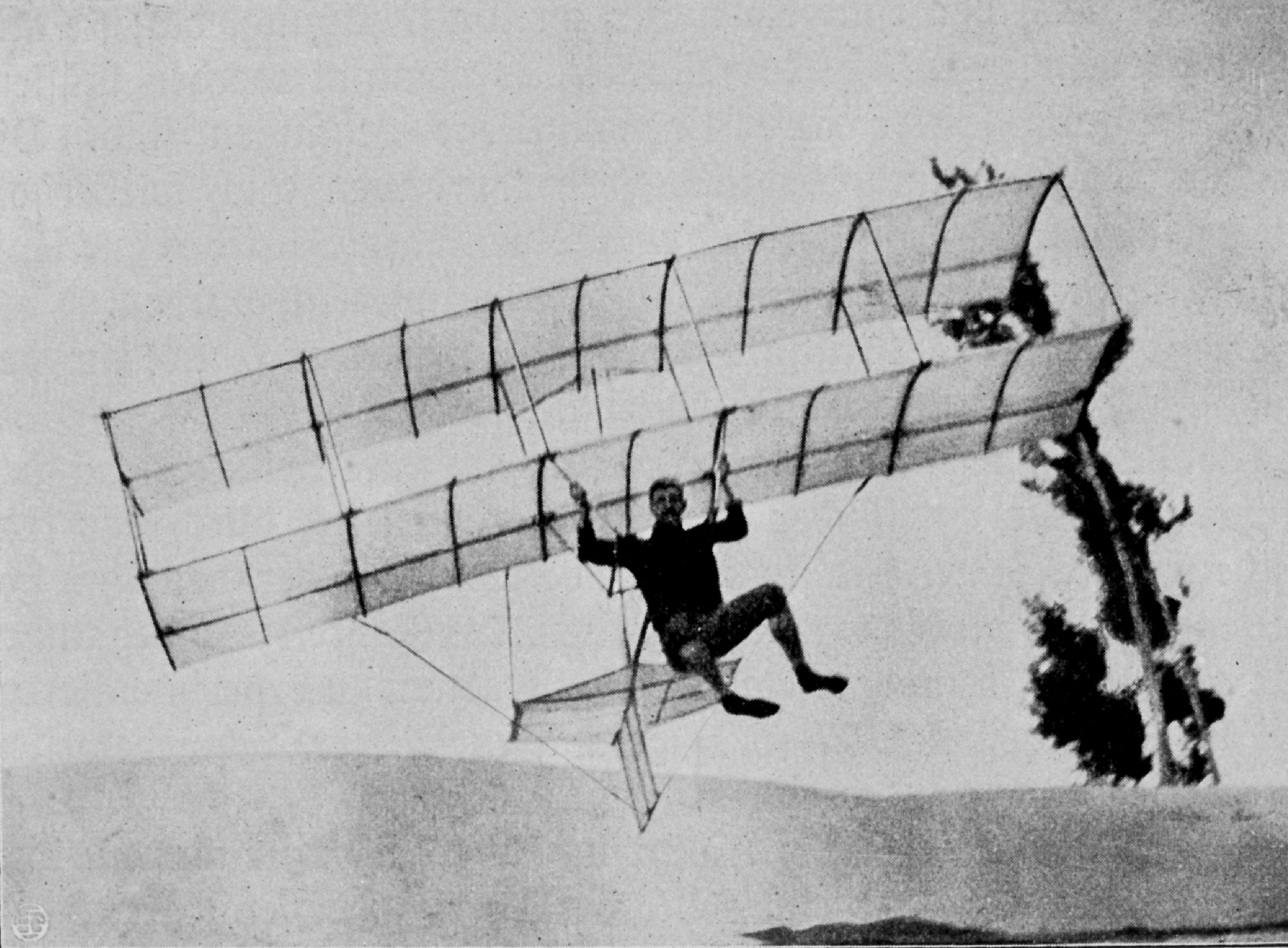
Der Chanute-Herring-Doppeldeckergleiter 1896

Chanute sammelte systematisch Informationen über die weltweite Entwicklung der Flugtechnik. Ab 1891 publizierte er diese in einer Artikelserie Aeronautics im American Engineer and Railroad Journal. Die Serie war Grundlage des 1894 erschienenen Bandes Progress in Flying Machines. Ab 1896 konstruierte und baute Chanute zusammen mit Augustus Herring, den er als Assistenten engagiert hatte, Gleitflugzeuge und erprobte diese in Fliegerlagern am Michigansee 1896 und 1897 zusammen mit dem Nachbau eines Gleitflug-Apparates von Otto Lilienthal.
Mit Hilfe seiner Publikationen vertieften die Brüder Wright ihre Kenntnisse über Flugdynamik. Es fand ein reger Briefwechsel und Besuche Chanutes bei den Flugversuchen der Brüder statt. Bereits ab 1893 stand Chanute in Briefwechsel mit Lilienthal. Chanute kann als entscheidendes Bindeglied zwischen Lilienthals Erkenntnissen und denen der Brüder Wright gelten.

## Würdigungen
Die Stadt Chanute (Kansas) trägt seinen Namen.
Die US-Luftwaffenbasis Chanute Air Force Base (vormals Chanute Field) in Rantoul (Illinois) trug 1917–1988 seinen Namen.
Der Chanute Peak, ein Berg in Antarktika, trägt seit 1960 seinen Namen.

## Werke
- Octave Chanute, George S. Morison: The Kansas City Bridge: With an Account of the Regimen of the Missouri River, and a Description of Methods Used for Founding in That River. D. Van Nostrand, New York 1870 (Digitalisat).
- Progress in Flying Machines, Courier Dover Publications, reprint 1997 of original (New York 1894). At Google books.